# Chevannes (Côte-d’Or)
Chevannes – miejscowość i gmina we Francji, w regionie Burgundia-Franche-Comté, w departamencie Côte-d’Or.
Według danych na 1990 gminę zamieszkiwały 102 osoby, a gęstość zaludnienia wynosiła 16 osób/km² (wśród 2044 gmin Burgundii Chevannes plasuje się na 808. miejscu pod względem liczby ludności, natomiast pod względem powierzchni na miejscu 1153.).